# Whitworth Art Gallery
Pour les articles homonymes, voir Whitworth.

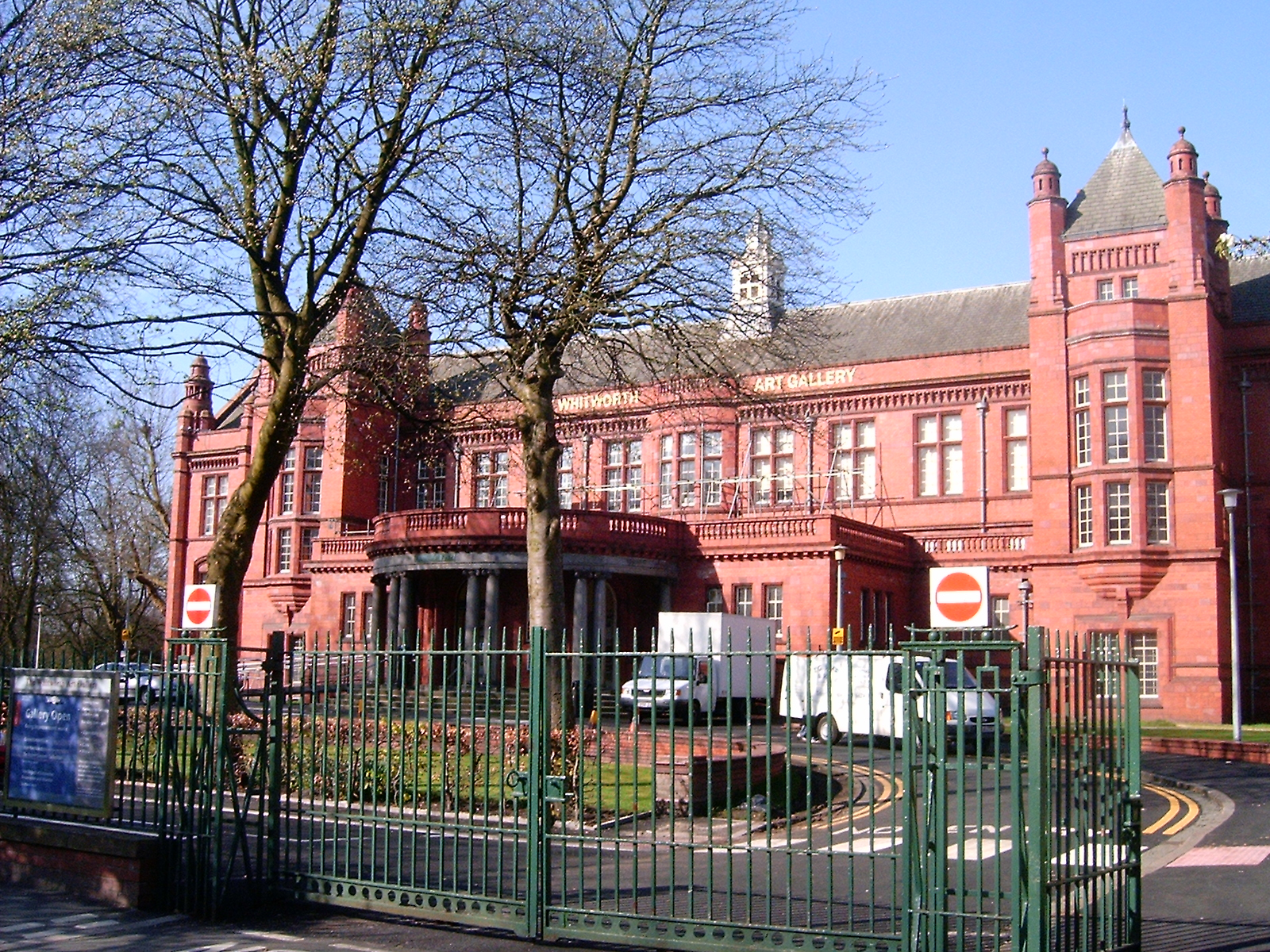
Façade de la Whitworth Art Gallery.

La Whitworth Art Gallery est une galerie d'art de Manchester, en Angleterre, qui contient 55 000 objets dans sa collection. Le musée est situé au Sud du campus de l'université de Manchester à Whitworth Park.
Il a été fondé par Robert Darbishire grâce à un don de Sir Joseph Whitworth en 1889, sous le nom de The Whitworth Institute and Park. Le premier bâtiment fut terminé en 1908. En 1958 la galerie est rattachée à l'université de Manchester.
En octobre 1995, une nouvelle galerie est ouverte dans une mezzanine au centre du bâtiment, bien adaptée pour présenter des sculptures. En 2010, la galerie accueille 172 000 visiteurs, ce qui en fait une des dix attractions touristiques les plus visitées du Grand Manchester.